# Lachesis
Lachesis (gr. Λάχεσις Láchesis, łac. Lachesis, Decima – "Udzielająca") – jedna z trzech Mojr. W mitologii greckiej bogini przeznaczenia przydzielająca los i strzegąca nici żywota. Jej towarzyszki to Kloto i Atropos.

## Literackie ślady
- W powieści Bezsenność Stephena Kinga pojawia się istota nadludzka o imieniu Lachesis